# Etheostoma trisella
Etheostoma trisella är en fiskart som beskrevs av Bailey och Richards, 1963. Etheostoma trisella ingår i släktet Etheostoma och familjen abborrfiskar. IUCN kategoriserar arten globalt som sårbar. Inga underarter finns listade i Catalogue of Life.